# David Essex

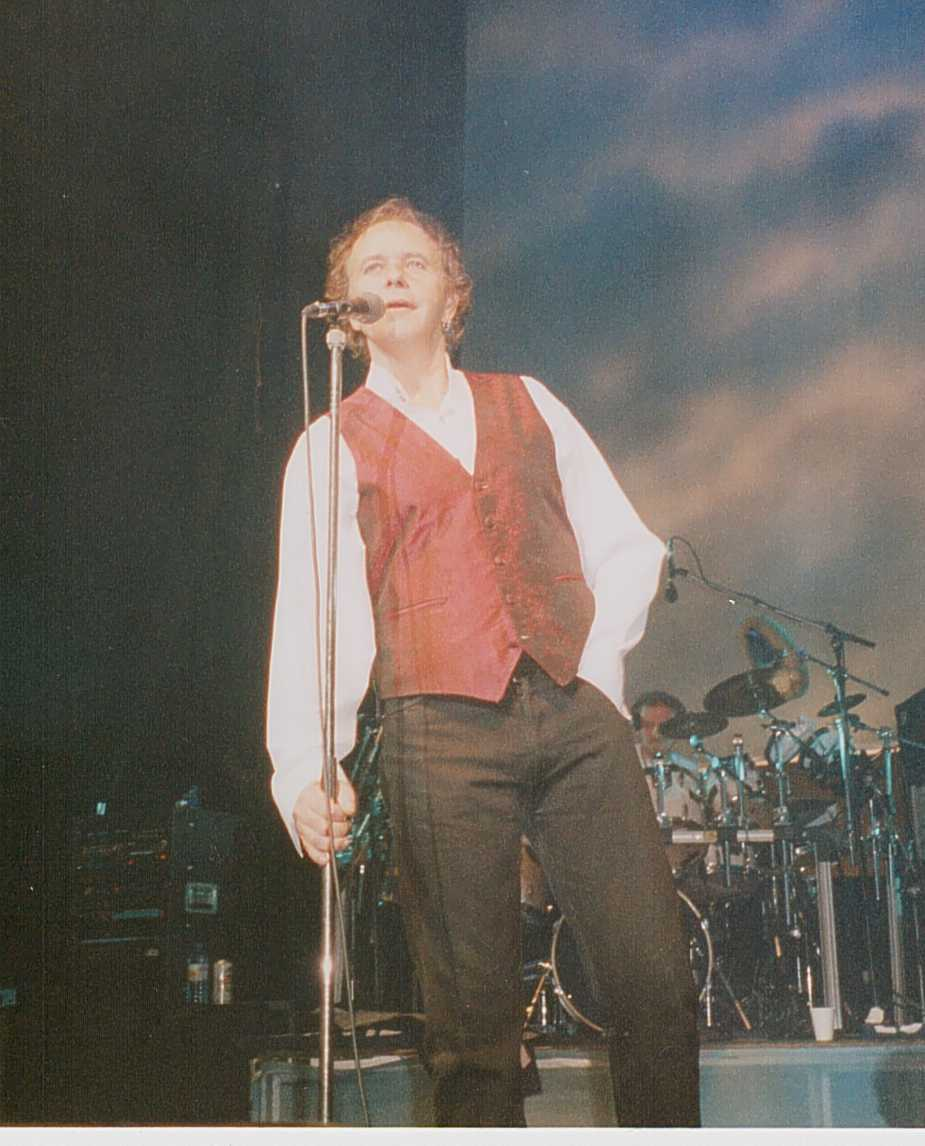
David Essex (1987)

David Essex OBE (* 23. Juli 1947 in London als David Albert Cook) ist ein britischer Rocksänger, Musicaldarsteller und Schauspieler. Mitte der 1970er Jahre war er ein Teenieschwarm in Großbritannien. Bekannt wurde er mit Hits wie Rock On, Gonna Make You a Star und Hold Me Close sowie durch Musical- und Filmerfolge in Großbritannien.

## Leben

### Anfänge und Durchbruch
David Cook wuchs als Arbeiterkind in Canning Town auf. Die musikalische Vorprägung bekam er von seiner Mutter, die aus dem irischstämmigen Fahrenden Volk stammte und Klavierspielen gelernt hatte. In der Jugend spielte er Fußball in der Jugendmannschaft von West Ham United. In den Schulferien arbeitete er auf Jahrmärkten (englisch Fun Fair). Später fand er Arbeit in einer Fabrik und spielte daneben als Schlagzeuger in einer Band namens Everons. Schließlich trennte er sich von der Band und versuchte sich unter dem Künstlernamen David Essex an einer Sologesangskarriere. Er bekam auch einen Plattenvertrag bei Decca Records. Zwischen 1963 und 1970 veröffentlichte er zehn Singles – ab Dezember 1964 unter dem Namen David Essex, da es bereits einen anderen bekannten David Cook gab. Can’t Nobody Love You konnte sich über die Jahreswende 1965/1966 in den Top 20 von Radio London platzieren, Thigh High schaffte es im September 1966 bis auf Platz 26 in den Hauptstadtcharts. Der große Durchbruch gelang ihm aber nicht.
Daraufhin versuchte er sich als Schauspieler und bekam auch Rollen in kleineren Produktionen. Um für den Lebensunterhalt seiner gerade gegründeten Familie zu sorgen, musste er aber zusätzlich in verschiedenen Nebenjobs arbeiten. Erst die Zusammenarbeit mit Theaterautor Derek Bowman, der sein Manager wurde, brachte ihn voran. Der vermittelte ihm Gesangs- und Schauspielstunden und vor allem Tanzunterricht und so schaffte er es 1971, die Rolle von Jesus von Nazareth in der West-End-Produktion des Musicals Godspell zu bekommen. Sein Debüt verlief sehr erfolgreich und er wurde als vielversprechendster Bühnenneuling ausgezeichnet.
Nach weiteren Bühnenerfolgen bekam er 1973 die Hauptrolle im Rock-’n’-Roll-Film Trau keinem über 18 (Originaltitel: That’ll Be the Day). Ringo Starr, Keith Moon und Billy Fury wirkten in weiteren Rollen mit. Der Film wurde ein Kassenschlager in Großbritannien und Essex bekam eine Nominierung für einen BAFTA-Award als Newcomer. Dazu stand der Filmsoundtrack 7 Wochen lang auf Platz 1 der Charts. Darauf enthalten war auch Rock On, ein Song, den Essex für den Film geschrieben und gesungen hatte. Mit der Single kam er auf Platz 3 der britischen Charts und obwohl der Film im Ausland weniger Aufmerksamkeit fand, war Rock On ein Top-5-Hit in den US-Charts und ein US-Millionenseller (Goldene Schallplatte). Sogar eine Nominierung für einen Grammy als bester neuer Künstler bekam er für den Erfolg. Auch in die Top 50 in Deutschland schaffte es das Lied. Ein gleichnamiges Album und als zweite Single das Lied Lamplight kamen noch im selben Jahr heraus und beide platzierten sich sowohl in England als auch in den USA in den Charts.

### Popstar in den 1970er Jahren
Im Jahr darauf folgte sowohl eine Filmfortsetzung unter dem Titel Stardust (u. a. mit Adam Faith und Dave Edmunds) als auch ein weiteres Album. Es hieß David Essex und hielt sich 4 Wochen auf Platz 2 der UK-Charts. Das ausgekoppelte Gonna Make You a Star wurde sein erster Nummer-eins-Hit in Großbritannien und der zweite Top-50-Hit in Deutschland. In den USA hatte man aber bereits das Interesse verloren und verlor es danach auch in Deutschland, so dass Essex von da an nur noch in seiner Heimat erfolgreich war. Das traf bereits für Stardust zu, einer zweiten Top-10-Single aus dem Album. In England wurde er aber zum Teenieschwarm, wozu sein Ohrring, seine markanten blauen Augen und lange braune Lockenhaare beitrugen.
Teil des Erfolgs war Produzent Jeff Wayne, der unter anderem mit einer Mischung von Liveeinspielungen und Mehrspurenaufnahmen einen besonderen Sound schuf. Das galt auch für das dritte Album All the Fun at the Fair, das Platz 3 in Großbritannien erreichte und mit Hold Me Close den zweiten Nummer-eins-Hit von Essex enthielt. Aber schon das Album Out on the Street, das vierte Studioalbum in vier Jahren, konnte den Erfolg nicht fortsetzen und erreichte nur Platz 31, obwohl es schließlich doch noch als sein drittes Album mit Gold ausgezeichnet wurde. Auch mit dem Album Gold and Ivory, das er diesmal selbst produzierte, konnte er mit der musikalischen Entwicklung nicht mithalten und blieb mit Album- und Singlesplatzierungen außerhalb der Top 20.
Trotzdem arbeitete er 1978 bei Jeff Wayne’s Musical Version of the War of the Worlds, einer Musical-Adaption von H. G. Wells’ Roman Krieg der Welten, wieder mit dem früheren Produzenten zusammen und war damit an einem der erfolgreichsten Alben seiner Art beteiligt. 240 Wochen, also etwa viereinhalb Jahre, hielt es sich in Summe in den Charts auf. Es war zwar ein reines Konzeptalbum ohne Musicalaufführung, aber Essex kehrte danach auch wieder auf die Musicalbühne zurück. In Evita von Andrew Lloyd Webber spielte er eine Hauptrolle und sang das Stück Oh What a Circus. Die Singleveröffentlichung brachte ihm wieder einen Tophit und seine dritte Goldsingle in Großbritannien. Auch dem nächsten Album Imperial Wizard, auf dem es ebenfalls enthalten war, gab es Auftrieb, auch wenn er erneut die Top 10 verfehlte. Im Rennfahrerfilm Silver Dream Racer kehrte er 1980 auch wieder auf die Leinwand zurück und mit dem selbstgeschriebenen Soundtracklied Silver Dream Machine hatte er einen weiteren Top-5-Hit. Beim Song A Winter’s Tale arbeitete er 1982 mit Mike Batt zusammen und verpasste nur knapp seine dritte Nummer-eins-Platzierung. Am Musical Mutiny nach dem Roman Meuterei auf der Bounty war er als Autor beteiligt und spielte die Hauptrolle des Fletcher Christian. Darin sang er den Titel Tahiti und hatte damit einen weiteren Singlehit. Es war sein 10. und letzter Top-10-Erfolg. Das von Mike Batt produzierte Album The Whisper war 1983 für längere Zeit sein letztes Studioalbum in den Charts, wohingegen er sich bis zum Ende der 1980er Jahre weiter kontinuierlich mit Singles in den Top 100 platzieren konnte.

### Späte Karriere
Seine Popularität in den späten 80er- und frühen 90er Jahren hielt er vorwiegend mit Musicalauftritten aufrecht. Unter anderem spielte er in Boogie Nights 2, im Webber-Musical Aspects of Love und in der Inszenierung von She Stoops to Conquer von Sir Peter Hall im Jahr 1993, bevor er sich von der Bühne zurückzog. Musikalisch hatte er im selben Jahr noch einmal einen großen Erfolg mit dem Album Cover Shot mit Aufnahmen erfolgreicher Hits aus den 1970er Jahren. Es war sein drittes Top-3-Album und erreichte Goldstatus. Bis Ende der 1990er Jahre war er auch noch mit weiteren Studioalben und zwei Greatest-Hits-Alben in den Charts erfolgreich. Mitte der 1990er Jahre hatte er mit dem Buddy-Holly-Song True Love Ways im Duett mit Catherine Zeta-Jones einen letzten Top-40-Hit. Daneben kümmerte er sich aber vor allem um verschiedene Wohltätigkeitsprojekte. Er engagierte sich für Organisationen wie Voluntary Service Overseas und den World Music Fund und war selbst viel in Afrika tätig, unter anderem in Zimbabwe und Uganda. Er unterstützte aber beispielsweise auch den englischen Gypsy Council. Für seinen Wohltätigkeitseinsatz wurde er 1999 auch zum Officer of the British Empire ernannt.
2002 veröffentlichte David Essex seine erste Autobiografie A Charmed Life. Vier Jahre später erschien sein erfolgreichstes Greatest-Hits-Album. Es erreichte Platz 7 und brachte ihm seine insgesamt 9. Goldene Schallplatte im Vereinigten Königreich, weitere 9 Mal erreichte er noch Silber. Dazu kam eine Goldene in den USA für Rock On. 2008 kehrte er mit 61 Jahren noch einmal auf die Musicalbühne zurück, als er in der Musicalversion von Footloose die Rolle von Reverend Moore übernahm. Gleichzeitig arbeitete er mit Jon Conway an seinem eigenen Musical All the Fun of the Fair, in das er seine größten Hits integrierte. Noch im selben Jahr brachte er es auf die Bühne und ging damit ein knappes Jahr lang auf Tour. 2013 kam er mit dem Album Reflections, unter anderem mit Neuaufnahmen von Rock On und Gonna Make You a Star, noch einmal in die Charts.

## Diskografie

### Alben
| Jahr | Titel                    | Höchstplatzierung, Gesamtwochen, AuszeichnungChartplatzierungen (Jahr, Titel, Platzierungen, Wochen, Auszeichnungen, Anmerkungen) | Höchstplatzierung, Gesamtwochen, AuszeichnungChartplatzierungen (Jahr, Titel, Platzierungen, Wochen, Auszeichnungen, Anmerkungen) | Höchstplatzierung, Gesamtwochen, AuszeichnungChartplatzierungen (Jahr, Titel, Platzierungen, Wochen, Auszeichnungen, Anmerkungen) | Anmerkungen |
| Jahr | Titel                    | DE | UK | US | Anmerkungen |
| ---- | ------------------------ | --- | --- | --- | --- |
| 1973 | Rock On                  | — | UK7 Silber · (22 Wo.)UK | US32 (21 Wo.)US | Produzent: Jeff Wayne Erstveröffentlichung: 2. November 1973 |
| 1974 | David Essex              | — | UK2 Gold · (24 Wo.)UK | — | Produzent: Jeff Wayne Erstveröffentlichung: 20. September 1974 |
| 1975 | All the Fun of the Fair  | — | UK3 Gold · (20 Wo.)UK | — | Produzent: Jeff Wayne Erstveröffentlichung: 12. September 1975 |
| 1976 | On Tour                  | — | UK51 Silber · (1 Wo.)UK | — | Doppel-Livealbum Produzent: Jeff Wayne Erstveröffentlichung: 7. Mai 1976 |
| 1976 | Out on the Street        | — | UK31 Gold · (9 Wo.)UK | — | Produzent: Jeff Wayne Erstveröffentlichung: 8. Oktober 1976 |
| 1977 | Gold and Ivory           | — | UK29 Silber · (4 Wo.)UK | — | Produzent: David Essex Erstveröffentlichung: 16. September 1977 |
| 1979 | Imperial Wizard          | — | UK12 (9 Wo.)UK | — | Produzenten: David Essex, Christopher Neil, Mike Batt Erstveröffentlichung: März 1979 |
| 1980 | Hot Love                 | — | UK75 (1 Wo.)UK | — | Produzent: David Essex Erstveröffentlichung: Juni 1980 |
| 1982 | Stage-Struck             | — | UK31 (15 Wo.)UK | — | Erstveröffentlichung: Juni 1982 |
| 1983 | Mutiny!                  | — | UK39 (4 Wo.)UK | — | Musicalalbum: Studioaufnahme mit den Darstellern (David Essex, Frank Finlay, Victor Spinetti, Nicky Henson, Charles Mindenhall, Doreen Chanter und das Royal Philharmonic Orchestra) Produzent: David Essex Erstveröffentlichung: Oktober 1983 |
| 1983 | The Whisper              | — | UK67 (6 Wo.)UK | — | Produzenten: David Essex, Mike Batt Erstveröffentlichung: Dezember 1983 |
| 1993 | Cover Shot               | — | UK3 Gold · (8 Wo.)UK | — | Album mit Coverversionen Erstveröffentlichung: 29. März 1993 |
| 1994 | Back to Back             | — | UK33 (5 Wo.)UK | — | Produzent: Jeff Wayne Erstveröffentlichung: Oktober 1994 |
| 1995 | Missing You              | — | UK26 Silber · (10 Wo.)UK | — | Erstveröffentlichung: 27. November 1995 |
| 1997 | A Night at the Movies    | — | UK14 (5 Wo.)UK | — | Erstveröffentlichung: Mai 1997 |
| 1998 | Here We Are All Together | — | UK88 (1 Wo.)UK | — | Erstveröffentlichung: Oktober 1998 |
| 2013 | Reflections              | — | UK89 (1 Wo.)UK | — | Erstveröffentlichung: Oktober 2013 |

Weitere Alben
- 1976: In Europe
- 1976: In Scandinavia
- 1978: Evita (mit Tim Rice, Andrew Lloyd Webber, Elaine Paige, Joss Ackland und Harold Prince)
- 1980: Silver Dream Racer
- 1981: Be-Bop the Future
- 1983: David Essex
- 1984: This One’s for You
- 1989: Touching the Ghost

### Kompilationen
| Jahr | Titel                                   | Höchstplatzierung, Gesamtwochen, AuszeichnungChartplatzierungen (Jahr, Titel, Platzierungen, Wochen, Auszeichnungen, Anmerkungen) | Höchstplatzierung, Gesamtwochen, AuszeichnungChartplatzierungen (Jahr, Titel, Platzierungen, Wochen, Auszeichnungen, Anmerkungen) | Höchstplatzierung, Gesamtwochen, AuszeichnungChartplatzierungen (Jahr, Titel, Platzierungen, Wochen, Auszeichnungen, Anmerkungen) | Anmerkungen                                                                |
| Jahr | Titel                                   | DE | UK | US | Anmerkungen                                                                |
| ---- | --------------------------------------- | --- | --- | --- | -------------------------------------------------------------------------- |
| 1978 | The David Essex Album                   | — | UK29 Silber · (6 Wo.)UK | — | Erstveröffentlichung: 13. Oktober 1978                                     |
| 1982 | The Very Best of David Essex            | — | UK37 (11 Wo.)UK | — | Erstveröffentlichung: November 1982                                        |
| 1986 | Centre Stage                            | — | UK82 (4 Wo.)UK | — | Erstveröffentlichung: November 1986                                        |
| 1991 | His Greatest Hits                       | — | UK13 Gold · (12 Wo.)UK | — | Erstveröffentlichung: 7. Oktober 1991                                      |
| 1998 | Greatest Hits (1998)                    | — | UK31 (4 Wo.)UK | — | Erstveröffentlichung: Juni 1998                                            |
| 2006 | Greatest Hits (2006)                    | — | UK7 Gold · (6 Wo.)UK | — | Erstveröffentlichung: 6. März 2006                                         |
| 2008 | All the Fun of the Fair – Greatest Hits | — | UK23 (2 Wo.)UK | — | Kompilation zum gleichnamigen Musical Erstveröffentlichung: September 2008 |

Weitere Kompilationen
- 1979: Hold Me Close
- 1980: The David Essex Collection
- 1982: The Very Best of David Essex
- 1990: The Collection
- 1992: Best Of
- 1996: The Best of David Essex (UK: Silber)
- 1998: The Very Best of David Essex (2 CDs)

### Singles
| Jahr | Titel Album                                          | Höchstplatzierung, Gesamtwochen, AuszeichnungChartplatzierungen (Jahr, Titel, Album, Platzierungen, Wochen, Auszeichnungen, Anmerkungen) | Höchstplatzierung, Gesamtwochen, AuszeichnungChartplatzierungen (Jahr, Titel, Album, Platzierungen, Wochen, Auszeichnungen, Anmerkungen) | Höchstplatzierung, Gesamtwochen, AuszeichnungChartplatzierungen (Jahr, Titel, Album, Platzierungen, Wochen, Auszeichnungen, Anmerkungen) | Anmerkungen |
| Jahr | Titel Album                                          | DE | UK | US | Anmerkungen |
| ---- | ---------------------------------------------------- | --- | --- | --- | --- |
| 1973 | Rock On                                              | DE44 (2 Wo.)DE | UK3 Silber · (11 Wo.)UK | US5 Gold · (25 Wo.)US | Autor: David Essex Erstveröffentlichung: 6. August 1973                                                                                              |
| 1973 | Lamplight Rock On                                    | — | UK7 (15 Wo.)UK | US71 (5 Wo.)US | Autor: David Essex Erstveröffentlichung: 29. Oktober 1973                                                                                            |
| 1974 | America David Essex                                  | — | UK32 (5 Wo.)UK | — | Autor: David Essex Erstveröffentlichung: 29. Mai 1974                                                                                                |
| 1974 | Gonna Make You a Star David Essex                    | DE43 (6 Wo.)DE | UK1 Gold · (17 Wo.)UK | — | Autor: David Essex Erstveröffentlichung: 30. September 1974                                                                                          |
| 1974 | Stardust David Essex                                 | — | UK7 (10 Wo.)UK | — | Autor: David Essex Erstveröffentlichung: 2. Dezember 1974                                                                                            |
| 1975 | Rollin’ Stone All the Fun of the Fair                | — | UK5 (7 Wo.)UK | — | Autor: David Essex Erstveröffentlichung: 23. Juni 1975                                                                                               |
| 1975 | Hold Me Close All the Fun of the Fair                | — | UK1 Gold · (10 Wo.)UK | — | Autoren: David Essex, Jeff Wayne Erstveröffentlichung: 1. September 1975                                                                             |
| 1975 | If I Could All the Fun of the Fair                   | — | UK13 (8 Wo.)UK | — | Autor: David Essex Erstveröffentlichung: 24. November 1975                                                                                           |
| 1976 | City Lights Out on the Street                        | — | UK24 (4 Wo.)UK | — | Autor: David Essex Erstveröffentlichung: 8. März 1976                                                                                                |
| 1976 | Coming Home Out on the Street                        | — | UK24 (6 Wo.)UK | — | Autor: David Essex Erstveröffentlichung: 4. Oktober 1976                                                                                             |
| 1977 | Cool Out Tonight Gold and Ivory                      | — | UK23 (6 Wo.)UK | — | Autor: David Essex Erstveröffentlichung: 5. September 1977                                                                                           |
| 1978 | Stay with Me Baby –                                  | — | UK45 (5 Wo.)UK | — | u. a. ein Hit für die Walker Brothers (1967) Autoren: Jerry Ragovoy, George David Weiss Erstveröffentlichung: 27. Februar 1978                       |
| 1978 | Oh What a Circus Imperial Wizard                     | — | UK3 Gold · (11 Wo.)UK | — | aus Evita; Autoren: Andrew Lloyd Webber, Tim Rice Erstveröffentlichung: 7. August 1978                                                               |
| 1978 | Brave New World The David Essex Album                | — | UK55 (3 Wo.)UK | — | aus Jeff Wayne’s Musical Version of the War of the Worlds; Autoren: Gary Anthony Osborne, Jeff Wayne Erstveröffentlichung: 9. Oktober 1978           |
| 1979 | Imperial Wizard                                      | — | UK32 (8 Wo.)UK | — | Autor: David Essex Erstveröffentlichung: 21. Februar 1979                                                                                            |
| 1980 | Silver Dream Machine Silver Dream Racer              | — | UK4 Silber · (11 Wo.)UK | — | Autor: David Essex Erstveröffentlichung: 24. März 1980                                                                                               |
| 1980 | Hot Love                                             | — | UK57 (4 Wo.)UK | — | Autor: David Essex Erstveröffentlichung: 2. Juni 1980                                                                                                |
| 1982 | Me and My Girl (Night-Clubbing) Stage-Struck         | — | UK13 (10 Wo.)UK | — | Autor: David Essex Erstveröffentlichung: 14. Juni 1982                                                                                               |
| 1982 | A Winter’s Tale The Whisper                          | — | UK2 Silber · (10 Wo.)UK | — | Autoren: Mike Batt, Tim Rice Erstveröffentlichung: 29. November 1982                                                                                 |
| 1983 | The Smile –                                          | — | UK52 (6 Wo.)UK | — | Autor: Mike Batt Erstveröffentlichung: 9. Mai 1983                                                                                                   |
| 1983 | Tahiti Mutiny                                        | — | UK8 (12 Wo.)UK | — | aus dem Musical Mutiny; Autoren: Richard Crane, David Essex Erstveröffentlichung: 15. August 1983                                                    |
| 1983 | You’re in My Heart The Whisper                       | — | UK59 (7 Wo.)UK | — | Autor: David Essex Erstveröffentlichung: 14. November 1983                                                                                           |
| 1984 | Fishing for the Moon The Whisper                     | — | UK76 (3 Wo.)UK | — | Autor: Mike Batt Erstveröffentlichung: 19. März 1984                                                                                                 |
| 1984 | Welcome This One’s for You                           | — | UK80 (2 Wo.)UK | — | Autoren: Richard Crane, David Essex Erstveröffentlichung: 8. Oktober 1984                                                                            |
| 1985 | Falling Angels Riding This One’s for You             | — | UK29 (9 Wo.)UK | — | aus dem Musical Mutiny; Autor: David Essex Erstveröffentlichung: 4. Februar 1985                                                                     |
| 1985 | Friends This One’s for You                           | — | UK91 (2 Wo.)UK | — | Autor: David Essex Erstveröffentlichung: 3. Juni 1985                                                                                                |
| 1987 | Myfanwy –                                            | — | UK41 (9 Wo.)UK | — | aus einem Album mit vertonten Gedichten des verstorbenen Lyrikers Betjeman Musik: Mike Read, Text: John Betjeman Erstveröffentlichung: 30. März 1987 |
| 1988 | The River Touching the Ghost                         | — | UK97 (3 Wo.)UK | — | Autor: David Essex Erstveröffentlichung: 17. Oktober 1988                                                                                            |
| 1989 | Rock On (A Shep Pettibone Remix) His Greatest Hits   | — | UK93 (3 Wo.)UK | — | Autor: David Essex Erstveröffentlichung: 13. Februar 1989                                                                                            |
| 1989 | The Sun Ain’t Gonna Shine Anymore Touching the Ghost | — | UK90 (1 Wo.)UK | — | 1966 ein Nummer-eins-Hit für die Walker Brothers Autoren: Bob Crewe, Bob Gaudio Erstveröffentlichung: 7. August 1989                                 |
| 1994 | True Love Ways Back to Back                          | — | UK38 (3 Wo.)UK | — | Duett mit Catherine Zeta Jones Original: Buddy Holly (1960); Autoren: Buddy Holly, Norman Petty Erstveröffentlichung: 14. November 1994              |
| 1995 | Bella Bella –                                        | — | UK87 (1 Wo.)UK | — | Autor: David Essex Erstveröffentlichung: 20. November 1995                                                                                           |

Weitere Singles
| - 1965: Can’t Nobody Love You - 1966: This Little Girl of Mine - 1966: Thigh High - 1968: Love Story - 1968: Just for Tonight - 1969: The Day the Earth Stood Still - 1970: A Dog’s Life - 1975: Good Ol’ Rock & Roll - 1975: I Know - 1976: Ooh, Love - 1976: Out on the Street - 1978: Goodbye First Love - 1979: 20 Flights Up - 1979: World (Alpha Omega: A Musical Revelation) - 1980: On My Bike - 1980: Heart on My Sleeve | - 1981: Be Bop a Lula - 1981: The Magician - 1981: Sunshine Girl - 1982: No Substitutes - 1982: Sweathearts - 1985: Freedom (mit Frank Finlay und The Cast of Mutiny) - 1986: Back in England for Christmas - 1988: Look at the Sun Shining - 1989: Missing You (Magic) - 1990: A Shoulder to Cry On - 1991: Africa – You Shine (mit Shikisa feat. Adbul Tee-Jay) - 1991: The Christmas EP - 1993: Everlasting Love - 1996: The Adventures of Robinson Crusoe - 2001: Dance with Me |

## Filmografie/Theater
- 1970: Assault
- 1971: Godspell (Musical)
- 1971: Octaman – Die Bestie aus der Tiefe (Octaman)
- 1972: All Coppers Are…
- 1973: That’ll Be the Day
- 1974: Stardust
- 1976: Die haarsträubende Reise in einem verrückten Bus (The Big Bus)
- 1976: All This and World War II
- 1978: Evita (Musical)
- 1980: Silver Dream Racer
- 1991: Journey of Honor
- 1992: Shogun Mayeda – Die Abenteuer des Samurai
- 1996: Brassed Off